# Argeleta
Argeleta (en castellà i oficialment, Argelita) és un municipi del País Valencià que es troba a la comarca de l'Alt Millars.

## Geografia
El relleu d'Argeleta és de muntanya mitjana: no sobrepassa els 800 m d'altitud. Té un clima mediterrani, però més fred i menys humit que a la costa. Limita amb els municipis de Lludient, Toga, Vallat, Fanzara i Llucena.
El terme està poblat de pins i alzines en la major part, encara que els incendis soferts en la dècada dels 90 deixaren empremta en el paisatge; la resta del terreny està ocupat pels cultius de secà pràcticament abandonats i una xicoteta porció, al costat del riu Argeleta (o Vilafermosa), dedicada als cítrics. A banda del riu, que és el centre turístic del municipi, hi ha nombroses fonts, com ara la de Los Ignacios, que naix entre enormes roques i desaigua al riu; la Sima de la Muela, de gran profunditat; coves com la de Pons, la del Cabezo i Avenc Simba i gran quantitat de senders perfectament senyalitzats per a practicar senderisme.

## Història
L'escriptor grec Estrabó (63 aC - 21 dC) i el geògraf romà Aviè en la seua Ora Marina parlen ja del lloc. El 1262 apareix documentat com a Arjalidah. En temps de la conquesta era una torre que pertanyé a Ferran Pérez, fill de l'antic governador de València, Zayd Abu Zayd, que després de la conquesta va retirar-se a Argeleta, es va convertir al cristianisme i, a poc a poc, va anar cedint terres i privilegis a la noblesa cristiana. El 1491 el poble, que continuava habitat pels moros, passà a propietat de la corona fins que va ser adquirit per la família Arenós. L'expulsió dels moriscs, el 1609, deixà el lloc pràcticament desert fins al 23 de febrer de 1611, en què el nou senyor, Pere Escrivà Sabata, baró d'Argeleta, donà carta pobla a 24 famílies. La baronia d'Argeleta va pertànyer al marqués de Monistrol dintre de la governació de Morella, abans d'establir-se la distribució territorial en províncies.

## Demografia
| 1990 | 1992 | 1994 | 1996 | 1998 | 2000 | 2002 | 2004 | 2006 | 2008 | 2010 |
| ---- | ---- | ---- | ---- | ---- | ---- | ---- | ---- | ---- | ---- | ---- |
| 109  | 103  | 105  | 110  | 117  | 136  | 117  | 117  | 112  | 105  | 106  |

## Economia
La seua economia està repartida entre l'agricultura de secà, la construcció i els servicis, sectors creixents a causa de la proximitat a nuclis de població en creixement continu pel turisme rural i la indústria, ja que molts dels seus habitants es desplacen diàriament a les fàbriques de ceràmica d'Onda o Ribesalbes.

## Política i govern

### Alcaldia
Des de 2015 l'alcalde d'Argeleta és Aitor Balfagón Bartoll, primerament per Esquerra Unida del País Valencià (EUPV), i des de 2019 per Argelita Unida-Compromís Municipal (AU).
| Període                       | Alcalde o alcaldessa            | Partit polític | Data de possessió | Observacions |
| ----------------------------- | ------------------------------- | -------------- | ----------------- | ------------ |
| 1979–1983                     | José Nebot Chiva                | UCD            | 19/04/1979        | --           |
| 1983–1987                     | José Nebot Chiva                | AP-PDP-UL-UV   | 28/05/1983        | --           |
| 1987–1991                     | Joaquin Campos Garcia           | PSPV-PSOE      | 30/06/1987        | --           |
| 1991–1995                     | José Morte Marmaneu             | PSPV-PSOE      | 15/06/1991        | --           |
| 1995–1999                     | José Morte Marmaneu             | PSPV-PSOE      | 17/06/1995        | --           |
| 1999–2003                     | José Morte Marmaneu             | PSPV-PSOE      | 03/07/1999        | --           |
| 2003–2007                     | José Fco. Ibáñez Edo            | PSPV-PSOE      | 14/06/2003        | --           |
| 2007–2011                     | Ramón Joaquín Adelantado Campos | PP             | 06/07/2007        | --           |
| 2011–2015                     | Ramón Joaquín Adelantado Campos | PP             | 11/06/2011        | --           |
| 2015–2019                     | Aitor Balfagón Bartoll          | EUPV           | 13/06/2015        | --           |
| 2019-2023                     | Aitor Balfagón Bartoll          | AU-Compromís   | 15/06/2019        | --           |
| Des de 2023                   | n/d                             | n/d            | 17/06/2023        | --           |
| Fonts: Generalitat Valenciana |                                 |                |                   |              |

### Eleccions municipals de 2015
| Candidatura | Candidatura                               | Cap de llista             | Vots | Regidors | % vots |
| ----------- | ----------------------------------------- | ------------------------- | ---- | -------- | ------ |
|             | Esquerra Unida del País Valencià          | Aitor Balfagón Bartoll    | 56   | 2        | 60.87  |
|             | Partit Popular de la Comunitat Valenciana | Santiago Miralles Sorolla | 35   | 1        | 38.04  |
|             | Nuls                                      |                           | 1    |          | 1.08   |
| Total       | Total                                     | 93                        | 93   | 3        |        |

## Monuments
- Castell de la Mola del Bou Negre, del segle XII:

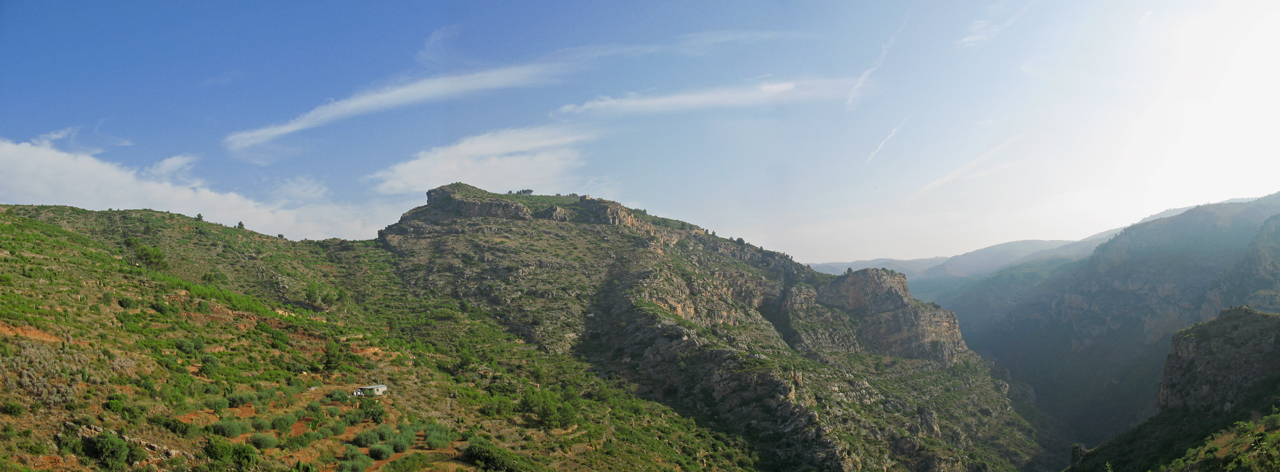
Panoràmica de la Mola del Bou Negre

El castell es troba en una elevada muntanya al límit dels termes d'Argeleta i Lludient. Es tracta d'una immensa mola rocosa perfectament protegida al nord i nord-oest, tant que resulta totalment inaccessible. La resta està protegida per llenços de muralla i una torre que defén una entrada. A l'interior es troba una torre d'origen romà. El seu emplaçament i la magnitud de les restes disperses donen una idea de com de formidable degué ser. Hi ha la certesa que moltes de les pedres de la fortalesa han sigut utilitzades per a la construcció d'edificis agrícoles. El castell es troba completament en ruïnes i únicament se n'aprecien alguns llenços de les muralles principals i els fonaments de diferents torrasses.

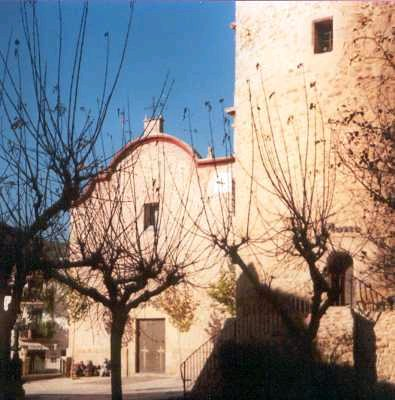
Església i Torre de Zayd Abu Zayd

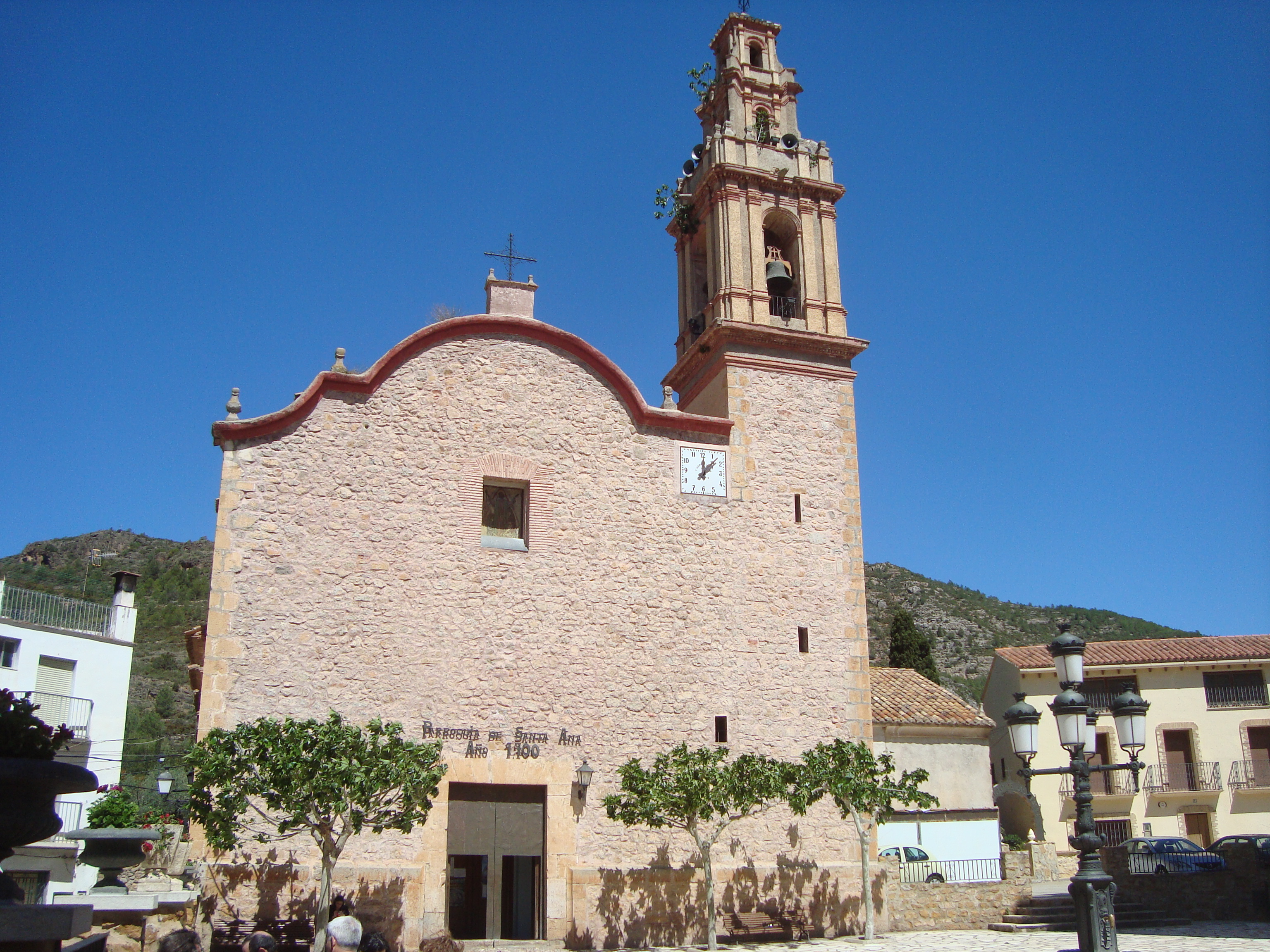
Ésglesia parroquial de Santa Anna (Argelita, Alt Millars, Castelló)

- Ésglesia parroquial de Santa Anna (Argelita, Alt Millars, Castelló)Església de Santa Anna, del segle XVIII:

És d'una sola nau amb poderosos contraforts que allotgen capelles, considerablement baixes respecte a la nau. La frontera és mixtilínia amb senzilla portalada i torre campanar rematada amb un templet de doble alçada sobre el cos de les campanes. A l'interior trobem pilastres corínties. Construïda el 1700, conté un conjunt d'imatges d'especial interés cultural, així com la relíquia de la Santa Creu, portada des de Roma el 1956 pel pare Vaciero.

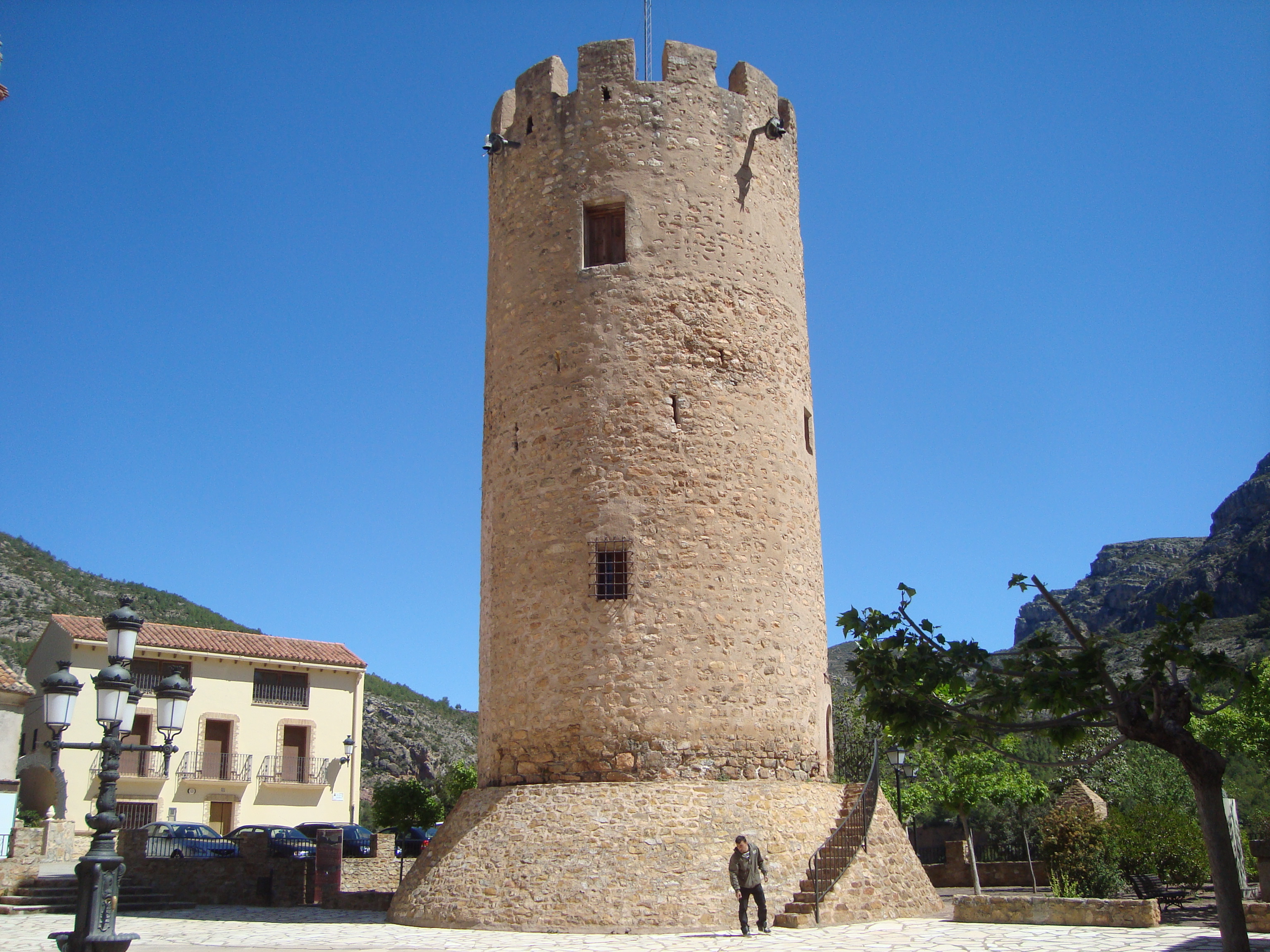
Torre de l'antic castell palau de Zeit Abu Zeit (Argelita)

- Torre de l'antic castell palau de Zeit Abu Zeit (Argelita)Torre de Zayd Abu Zayd, del segle xiii:

S'alça a la plaça Major de la població i formava part de l'estructura defensiva exterior del palau d'Abú Zayd. És cilíndrica, amb planta baixa i dues altures, coronada per merlets. La fàbrica és de maçoneria, amb diverses finestres i accés per una porta elevada amb arc de mig punt. Té una inscripció àrab de l'any 1252. A l'interior alberga el Museu Municipal. Declarada Bé d'Interés Cultural (BIC).
- Torre Quadrada:Torres d'Argeleta

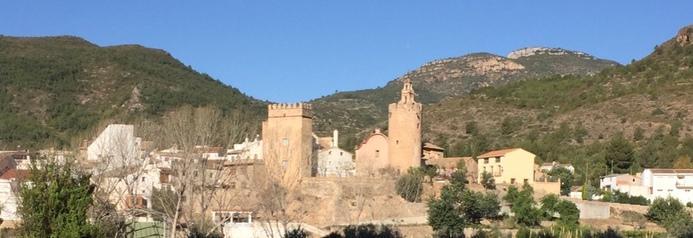
Torres d'Argeleta

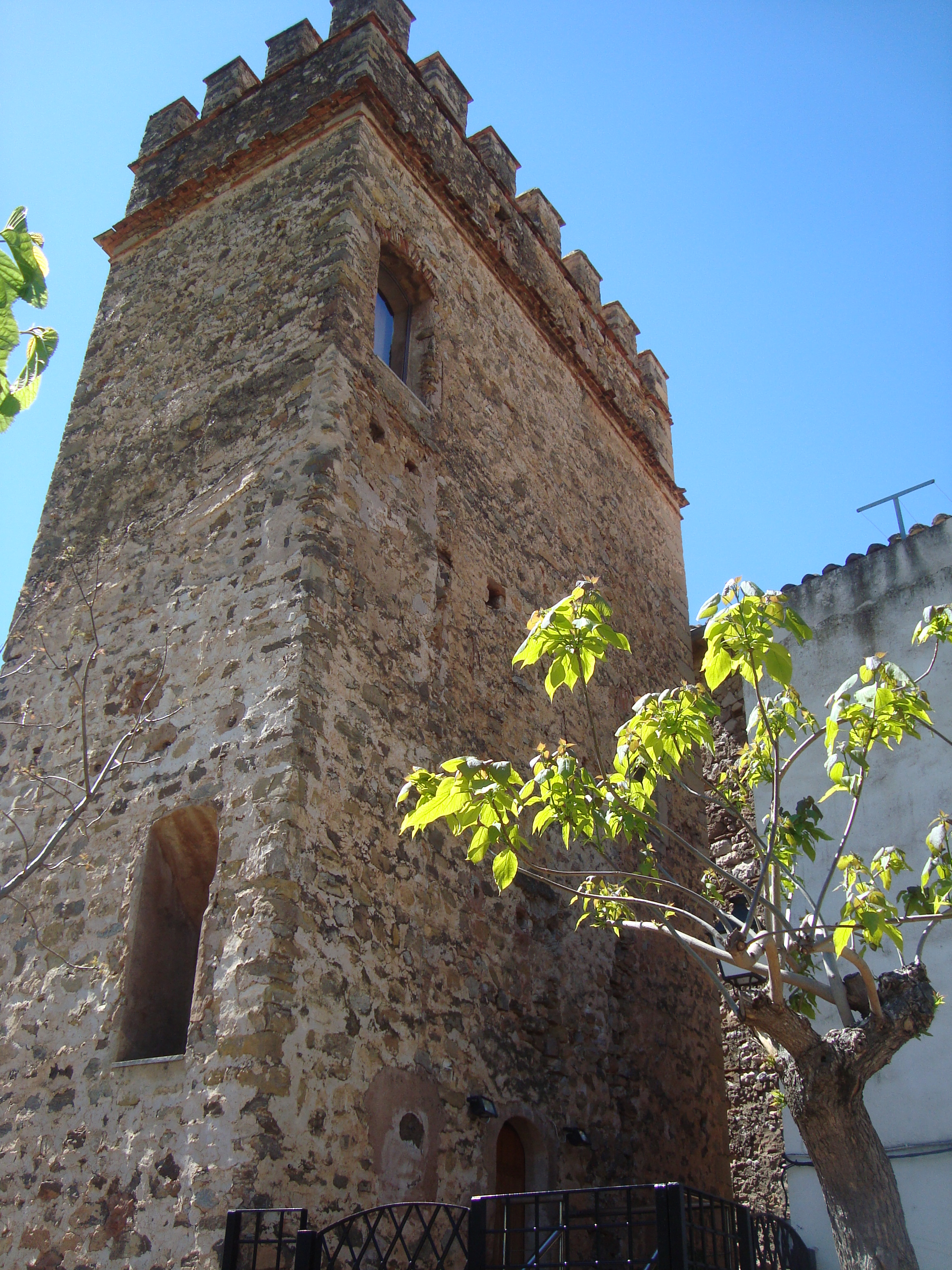
Torre Quadrada (Argelita)

De planta rectangular, quatre plantes i rematada per merlets sobre cornises. La fàbrica és de maçoneria amb cantons reforçats amb carreus. Disposa de finestres rectangulars amb llinda de pedra i una altra amb arc rebaixat de rajola. La torre va ser reformada el 1881. Juntament amb la torre redona i una altra, hui dia destruïda, formava un palau que, segons documentació, era impressionant.

## Festes i celebracions locals
- Sant Antoni. Se celebra el 17 de gener amb subhasta de coques i col·lecta per a la Santa Creu.
- Santa Creu. Se celebra el 3 de maig.
- Festes d'estiu. Se celebren en agost amb balls.
- Festes patronals. Se celebren el primer cap de setmana d'octubre en honor de la Verge del Roser.